# La Orden de la Academia Spence
La Orden de la Academia Spence (título original en inglés: A Great and Terrible Beauty) es la primera parte de una serie de la trilogía El círculo secreto, escrita por la autora estadounidense Libba Bray. El libro se publicó en 2003 en Estados Unidos y en 2006 en España.
Está escrita desde la perspectiva de Gemma Doyle, una adolescente de finales del siglo XIX. 

## Argumento
- Contiene adelantos.

Gemma Doyle, la protagonista de la saga, está dispuesta a abandonar la India y regresar a Londres para recibir una educación y una crianza adecuada. El día de su decimosexto cumpleaños, Gemma y su madre (Virginia Doyle) están caminando por el mercado de Bombay cuando se encuentran con un hombre llamado Amar y su hermano menor de nombre Kartik. El hombre le da un mensaje a Virginia, advirtiendo que Circe ha vuelto, esta entra en pánico y le exige a Gemma regresar a casa. Cabreada por no conocer el secreto de su madre, Gemma huye no sin antes decirle que le daba igual que no regresara y se pierde en el mercado, cuando se dispone a volver, tiene una visión en la que ve a su madre suicidándose y decide ir a su encuentro, comprobando como su madre esta en el suelo sin vida.
Con Virginia Doyle muerta y su padre adicto al láudano, Gemma es enviada a una escuela cerca de Londres dos meses después, el lugar se llama la Academia Spence. Allí conoce a tres chicas: Ann Bradshaw, una huérfana adicta a las novelas y con una voz prodigiosa, Pippa, una chica conocida por su gran belleza e hija de un comerciante y Felicity, una señorita de gran atractivo físico que no tiene mucha comunicación con su familia. Gracias al ingenio de Gemma (y a la ayuda de Kartik) se hace amiga de estas tres y mientras tanto, las visiones no cesan, y en una de ellas, obtiene un diario de una adolescente de nombre Mary Dowd que habla de las aventuras que recorre con su amiga Sarah Rees-Toome por lo que uno de los chicos del mercado (Kartik), que es miembro de un grupo de hombres conocidos como los Rakhsana, le advierte que debe cerrar su mente a ellas si no quiere que algo horrible ocurra. Ella ignorándole, desarrolla esas visiones, provocando que pueda viajar a un lugar que está entre los vivos y los muertos, allí se encuentra con su madre y se entera del porqué de su situación, Virginia era buscada por Circe, una persona que había cometido muchos errores en el pasado.
A partir de ese momento, Gemma luchará para descubrir quién es Circe, mientras que se entera de que Pippa padece de epilepsia y que la madre de Felicity la ha abandonado, un día se entera por boca de la directora que Mary Dowd y su amiga murieron en un incendio provocado por la imprudencia de ambas, aunque eso no fallara en las ganas que tiene Gemma en encontrar a la culpable de la muerte de su madre y sobre todo la relación que mantenían las dos fallecidas en el accidente en este tema, durante el camino, va sucediendo varios hechos trascendentales para la vida de Gemma y sus amigas, como el compromiso de Pippa, el hundimiento de su padre, incapaz de superar la muerte de su esposa y el primer beso de Doyle, en un campamento de gitanos, donde descubre la amistad que tenían entre ellos y Mary Dowd y su amiga , finalizando con la muerte a una niña gitana que a manos de Sarah Rees-Toome.
Un día descubre por Brigid, que Sarah se hacía llamar Circe, y que por lo tanto es una asesina, después por una foto de anuario sabe que el nombre verdadero de su madre era Mary Dowd y por lo tanto decide no volver a los reinos, aunque lo tendrá que hacer para acabar con ella e intentar salvar a Pippa, secuestrada por Circe. Al final, Gemma mata a su madre y ve cómo Pippa decide quedarse en los reinos, para no tener que casarse, muriendo en el mundo de los vivos.

## Adaptación cinematográfica
En julio de 2006, Icon Productions anunció que había comprado los derechos de La Orden de la Academia Spence para adaptarla al cine y que la película sería escrita y dirigida por Charles Sturridge. Icon Productions renunció a los derechos del libro por lo que la versión cinematográfica del libro no se realizará.